# Pi ! (Band)
[pi !] ist eine Rockband aus Dresden.

## Geschichte
Das Gründungsdatum der Band ist nicht bekannt, allgemein wird hierfür jedoch das Datum ihrer Neugründung mit dem ebenfalls regional bekannten Singer/Songwriter Rany Dabbagh am 1. März 2008 angeführt. In vorangegangener Besetzung mit Sängerin und Frontfrau Claudia Gehre waren [pi !] bereits unter anderem mit der Berliner Szenegröße Knorkator deutschlandweit auf Konzertreise und hatten 2 Kurz- bzw. Demoalben veröffentlicht, bevor sich Sängerin und Band nach der Releasefeier des 2. Albums ampivalence ! im Dresdner Club Puschkin mit über 1000 Besuchern im Juni 2007 trennten.
Am 27. Februar 2009 wurden [pi !] auf der Releasefeier des Samplers Sound of Dresden vom Dresdner Stadtmagazin zum „Besten Newcomer 2009“ ausgezeichnet. Anschließend veröffentlichte die Band auf ihrer Website die Mitteilung, dass sie mit den Berliner Produzenten Nicolaj Gogow und Tim Schallenberg ab Sommer 2009 ihr erstes komplettes Studioalbum aufnehmen würden. Eine erste Probe dieser Arbeit erschien im November 2009 als ePI II.
]

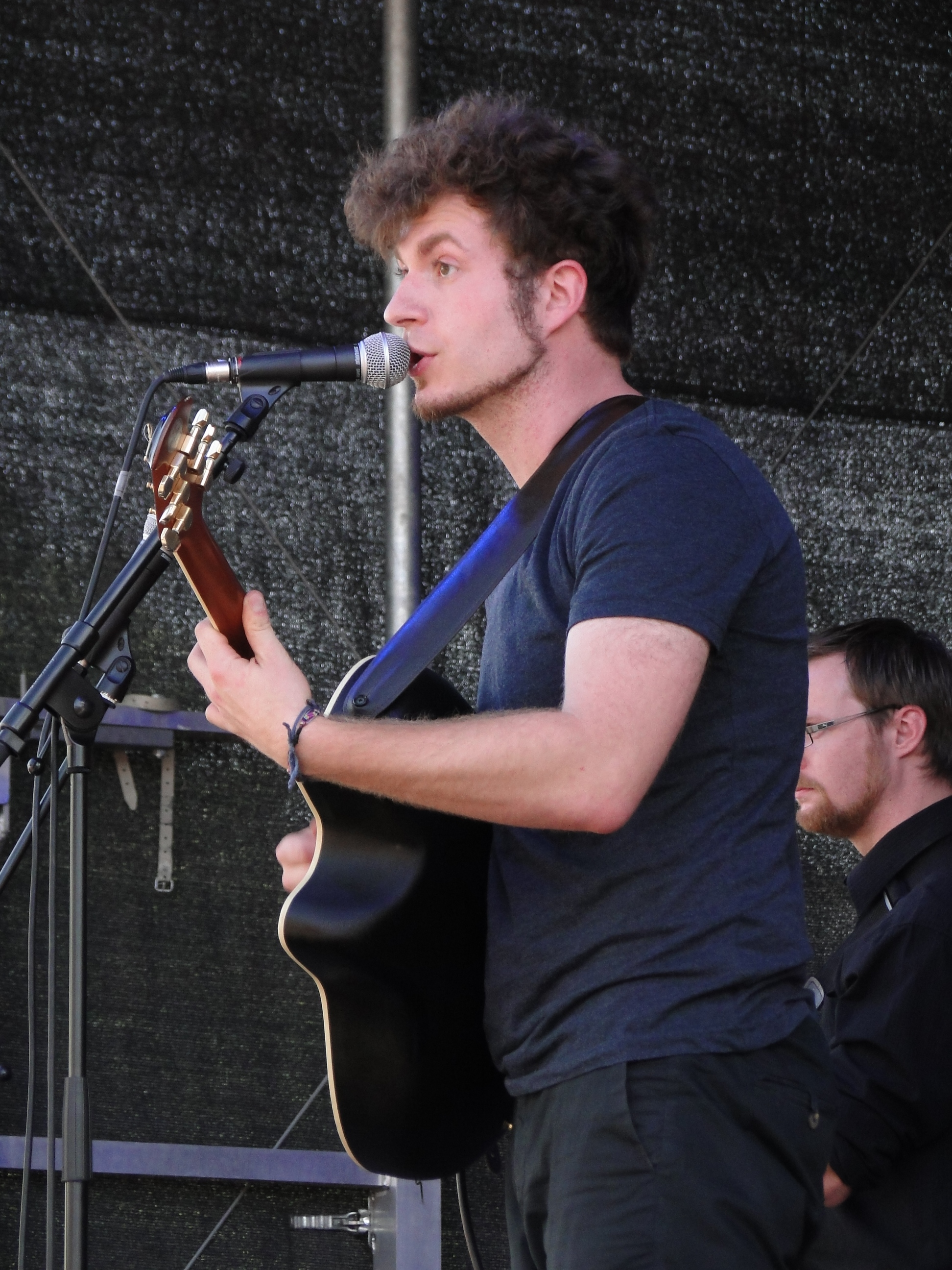
Rany Dabbagh, von 2008 bis 2011 Sänger von [pi !

Im Frühjahr 2010 erregte die Band erstmals deutschlandweit Aufsehen, als sie beim Köstritzer Echolot, einem bundesweiten Wettbewerb mit über 1000 Bewerberbands in Berlin den dritten Platz belegen konnte und dabei als einzige nicht-Berliner Band einen Top-3-Platz erreichte.
Im Juni 2010 spielten [pi !] zum EM-Halbfinalspiel auf Deutschlands größter Bühne, der Berliner Fanmeile, was ihnen in der Folge zu einem Plattenvertrag mit dem Berliner Label MaM Records verhalf.
Einen Erfolg hatte die Band mit der Teilnahme an der Sächsischen Medienakademie 2010, in welcher sie gemeinsam mit anderen Jugendlichen das erste professionelle Musikvideo zu dem Song Miserabella drehten. 2011 waren Sänger Rany Dabbagh und Gitarrist Maximilian Rothe zu Besuch in der Akademie.
Im Februar des Folgejahres siegten sie beim deutschlandweit ausgeschriebenen „Myspace / O2 / HTC Uni-Band-Battle“ als Deutschlands beste Uni-Band und kündigten ihr erstes offizielles Album A Perfect Beginning an, welches am 24. Juni 2011 erschien. Die erste Single zum Album, Radio, erschien bereits am 18. März 2011, das Video zur Single erreichte Platz 2 der MyVideo-Rockcharts. Das Video zur Folgesingle „Overcome“ erschien am 30. Mai 2011. Einen Tag nach der Premiere bei MyVideo erzielte das Video gleichzeitig Platz 1 sowohl der Rock- als auch der Popcharts.
Am 3. und 4. Juni 2011 eröffneten [pi !] jeweils die AlternaStage bei Europas größten Festivals Rock im Park und Rock am Ring.
Anfang Dezember 2011 trennten sich [pi!] von Frontsänger Rany Dabbagh. Als Grund wurden Unstimmigkeiten innerhalb der Band genannt. Über die Nachfolge Dabbaghs wurde Anfang 2012 entschieden; der neue Sänger ist Christoph Meißelbach.

## Stil
Die Band bezeichnet ihren Stil als „Real Alternative“. Dies soll die Unangepasstheit des Sounds der Band kennzeichnen, der sich zwar allgemein im Alternative Rock bewegt, sich aber als Alternative zum herkömmlichen Sound anderer Bands dieses Genres versteht, weil er sich Anleihen aus Popmusik, Post-Grunge sowie Stilmitteln des Singer-Songwriter-Bereiches bedient, um eine szeneatypische Klangbreite zu generieren.

## Diskografie

### Alben
- 2005: Suomicrocosmic
- 2007: Ampivalence
- 2008: ePI
- 2009: ePI II
- 2011: A Perfect Beginning

### Kompilationsbeiträge
- 2009: Wasteland auf Sound of Dresden 5